# Bonanat Descoll
Bonanat Descoll fue un almirante de la Corona de Aragón del siglo XIV.
Vicealmirante de Cataluña a partir de la muerte de Ponç de Santa Pau, en la Batalla naval del Bósforo. Fue su sustituto, como capitán provisional, hasta el nombramiento de Mateu Mercer y volvió con la Gran Compañía Catalana de Oriente a Barcelona, en noviembre de 1352. Después de la Batalla de Quart, en 1354, previendo un ataque genovés a la villa itálica de Sácer, en manos de los catalanes, Bernat II de Cabrera envió a Bonanat Descoll con ocho galeras, que desembarcaron a las tropas catalanas en el puerto de Porto Torres, actual Italia, para reforzar la ciudad, gobernada por Riambau de Corbera. Reunidas de nuevo las galeras, con todo el ejército reforzando las plazas fuertes, Descoll se devolvió con la flota a Cataluña, encontrándose con el rey Pedro el Ceremonioso, en la ciudad de Valencia.
En 1356, con Guillem Morey, preparó el armamento de las galeras de Francesc de Perellós para participar en la Guerra de los Cien Años, que provocaron el inicio de la Guerra de los dos Pedros.